# Ali III ibn al-Husayn
Ali III ibn al-Husayn o Ali Mudd ibn al-Husayn (árabe أبو الحسن علي باشا باي بن الحسين,) (Túnez; 14 de agosto de 1817-La Marsa; 11 de junio de 1902), fue bey de Túnez de la dinastía husaynita de Túnez de 1882 a 1902. Era hijo de al-Husayn II ibn Mahmud. 

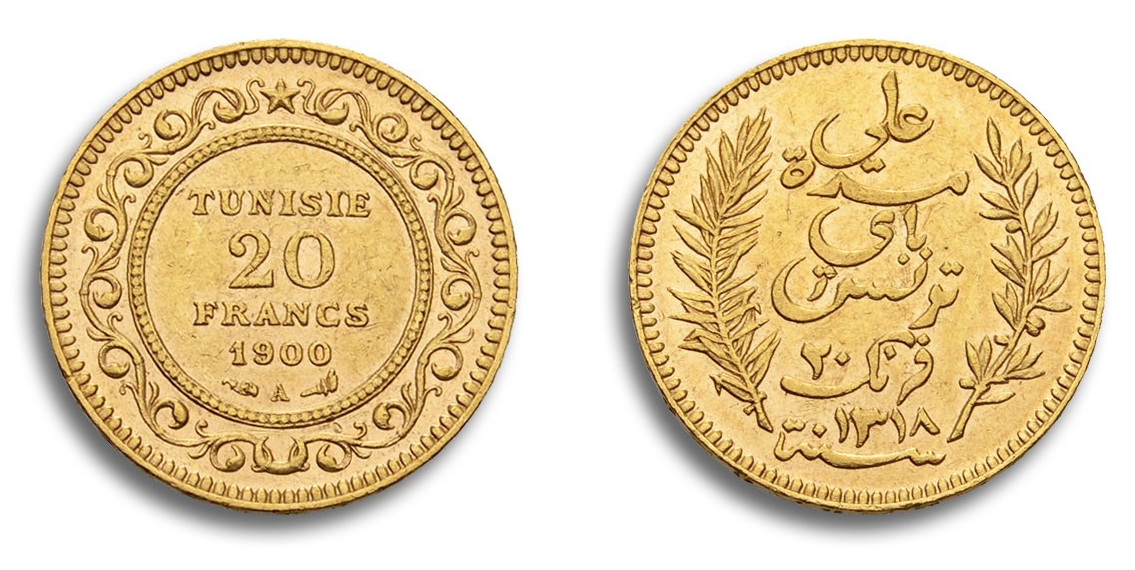
Ali III ibn al-Husayn dinero de oro 1900.

Fue declarado príncipe heredero el 23 de agosto de 1863 al morir el heredero, su hermano Abu Muhammad Hammudi Bey y el mismo día recibió el grado de general de división del ejército otomano. Sucedió a su hermano Muhammad III al-Sadik cuando éste murió el 28 de octubre de 1882. El mismo día fue nombrado mariscal de campo del ejército otomano. Nombró gran visir a Aziz Buattour (octubre de 1882). 
Firmó con Paul Cambon, representante francés, la convención de la Marsa, el 8 de junio de 1883, que estableció de facto el protectorado, y en la que renunció a sus poderes soberanos pero conservando la autoridad nominal. En adelante los beyes ya no gozaron de poder efectivo. 
Ali Mudat murió el 11 de junio de 1902, y le sucedió su hijo Muhammad IV al-Hadi. 
| Predecesor: Muhammad III ibn al Husayn | Túnez Bey de Túnez Ali Muddat ibn al-Husayn 1882 - 1902 | Sucesor: Muhammad IV al-Hadi |